# پراتی
پراتی یا بهراتی (انگلیسی: Bharati):

## افراد
- پیرینو پراتی بازیکن فوتبال اهل ایتالیا
- پاملا پراتی هنرپیشه، شوگرل، مانکن، خواننده، مجری تلویزیون اهل ایتالیا
- دیویا بهرتی هنرپیشهٔ زن فیلم‌های هندی
- بهاراتی آچرکار بازیگر هندی

## مکان‌ها
- دانشگاه ویسو بهاراتی دانشگاهی است که رابیندرانات تاگور در سال ۱۹۲۱ بنیاد گذارد.